# Pieter Merlier
Pieter Merlier (n. 29 martie 1979, Sint-Eloois-Vijve, Belgia) este un fotbalist belgian care evoluează la echipa KSV Oudenaarde pe postul de portar. În România a jucat la Universitatea Craiova.

## Carieră
A debutat pentru Universitatea Cluj în Liga I pe 23 februarie 2008 într-un meci câștigat împotriva echipei Rapid București.

## Titluri
| Sezon   | Club             | Titlu        |
| ------- | ---------------- | ------------ |
| 2005-06 | SV Zulte-Waregem | Cupa Belgiei |